# Shusuke Ota
Shusuke Ota (太田 修介 Ota Shusuke?, Yamanashi, 23 de febrero de 1996) es un futbolista japonés que juega como delantero en el Shonan Bellmare.

## Trayectoria

### Clubes
| Club                 | País  | Año       |
| -------------------- | ----- | --------- |
| Ventforet Kofu       | Japón | 2018-2020 |
| F. C. Machida Zelvia | Japón | 2021-2022 |
| Albirex Niigata      | Japón | 2023-2025 |
| Shonan Bellmare      | Japón | 2025-     |